# Claude Loyola Allgén
Claude Loyola Allgén, officiellement Claude Johannes Maria Klas Thure Allgén, né le 16 avril 1920 à Calcutta, mort le 18 septembre 1990 à Täby, est un compositeur suédois,.

## Biographie

### Jeunesse
La famille Allgén a vécu brièvement à Pixbo (1926-1929) puis à Göteborg avant de s'installer à Djursholm, où Allgén passe la majeure partie de son enfance. À l'âge de 12-13 ans, il commence à étudier le violon, mais passe rapidement à l'alto et, à seize ans, il est admis à l'Académie royale suédoise de musique. Il y étudie le contrepoint avec Melcher Melchers et l'alto avec Charles Barkel. Au cours des années 1940, Allgén appartient au « Monday Group » (Måndagsgruppen) avec d'autres compositeurs modernistes radicaux tels que Karl-Birger Blomdahl, Sven-Erik Bäck et Lidholm. Cependant, Allgén surestime l'importance de son rôle dans le groupe. En 1941, il est diplômé de l'Académie de musique et cherche d'autres études avec Hilding Rosenberg, mais trouve peu d'encouragement de sa tutelle.

### Conversion religieuse
En raison de sa conversion au catholicisme romain, Allgén change son prénom officiel en 1950, choisissant d'adopter les noms Claude Johannes Maria d'après un certain nombre de saints. Il ajoute Loyola après sa confirmation catholique, au cours de laquelle les confirmés ont le choix d'un saint patron ; Allgén a choisi le fondateur jésuite, Ignace de Loyola.

### Carrière
Après sa conversion, en 1950, Allgén étudie pour le sacerdoce à Innsbruck, en Autriche et aux Pays - Bas, mais n'a jamais été ordonné. Au lieu de cela, il se retire en Suède où il a vécu comme un pauvre. Faute de revenus, Allgén est contraint de vivre de prestations sociales et refuse d'accepter une retraite anticipée. Allgén est décrit comme une personnalité originale, ce qui conduit en partie à son exclusion sociale en tant que compositeur. Jusqu'en 1973, il échoue à faire partie de la Société suédoise des compositeurs, mais est finalement  accepté, en partie à cause de l'influence de son collègue compositeur Karl-Erik Welin. Toute la production musicale d'Allgén a longtemps été considérée comme techniquement injouable, mais des considérations récentes ont montré que cela était faux. Bien que de nombreuses œuvres requièrent une exigence sur le plan technique, plusieurs musiciens depuis la fin des années 1980 ont incorporé les œuvres d'Allgén dans leur répertoire.

### Mort
Allgén meurt dans l'incendie dans sa maison de Täby en 1990. En raison de factures impayées, l'électricité de sa propriété était coupée et l'hypothèse qu'il ait laissé une bougie sans surveillance pendant qu'il dormait est probable. L'incendie détruit une partie de sa production musicale, y compris sa dernière composition Horror Vacui, écrite pour le Stockholm Saxophone Quartet.

## Discographie
- Fantasia - Mats Persson, piano (novembre 1998, Alice Musik) (OCLC 57592359)
- Quatuor à cordes no 2 - Joar Skorpen et Teo William-Olsson, violons ; Fredrik Meuller, alto ; Staffan Cederblom, violoncelle (14 avril 2005, Nosag Records CD114) (OCLC 75389803)

### En récital
- Piano con Forza : Fyra liturgiska melodier ; Et verbum caro factum est ; Det gȧr ett tyst och taligt lamm - Mats Persson et Kristine Scholz, pianos (1998, Phono Suecia PSCD 106) (OCLC 873436651) — avec d'autres œuvres de Lars Hallnäs, Mats Persson, Bo Nilsson, etc.
- Caelestis urbs Jerusalem - Rilke Ensemblen, dir. Gunnar Eriksson (juin 2005, Caprice Records) (OCLC 76772069) — avec d'autres œuvres de Bo Nilsson, Per Nørgård, Eskil Hemberg, Erland von Koch, Nina Åkerblom Nielsen, etc.